# James Wilson (Fußballspieler, 2007)
James Wilson (* 6. März 2007 in Edinburgh) ist ein schottischer Fußballspieler, der bei Heart of Midlothian unter Vertrag steht.

## Karriere

### Verein
James Wilson wurde in der schottischen Hauptstadt Edinburgh geboren und begann seine Karriere im Kindesalter bei Heart of Midlothian. Im Sommer 2023 unterzeichnete Wilson seinen ersten Profivertrag bei den „Hearts“ nachdem er die Jugendakademie durchlaufen hatte. In der Saison 2023/24 gelang ihm der Durchbruch in die erste Mannschaft, in der er dreimal als Einwechselspieler auftrat und gleichzeitig für die zweite Mannschaft in der Lowland League spielte. Sein Profidebüt gab er als 16-Jähriger im schottischen Pokal am 20. Januar 2024 bei einem 2:1-Auswärtssieg gegen den FC Spartans. Anschließend gab er im Mai 2024 gegen den FC Dundee sein Debüt in der Scottish Premiership. In der folgenden Saison 2024/25 war sein erstes Spiel sein Debüt im Europapokal gegen Viktoria Pilsen am 29. August 2024. Sein erstes Ligator für die Hearts erzielte er in seinem nächsten Spiel im Oktober 2024 bei einem 4:0-Sieg über den FC St. Mirren in der Liga. In der folgenden Woche sorgte Wilson mit einem späten Ausgleich im Edinburgh Derby gegen Hibernian das 1:1 endete für Schlagzeilen. Am 19. Dezember 2024 wurde Wilson in einem Spiel der UEFA Conference League gegen Petrocub Hîncești der jüngste Torschütze in der Geschichte des Wettbewerbs und der jüngste Torschütze aller Zeiten für die „Hearts“ in einem Europapokalspiel, nachdem er im Alter von 17 Jahren und 288 Tagen die 1:0-Führung beim 2:2 erzielt hatte. Wilson unterzeichnete noch im selben Monat eine Vertragsverlängerung bis Sommer 2026. Eine Woche nach der Unterschrift unter den neuen Vertrag traf Wilson zweimal in einer Partie gegen Ross County am 29. Dezember 2024. Darüber hinaus stand Wilson in sechs der folgenden sieben Ligaspielen in der Startelf und die Hearts holten in dieser Zeit 13 von 21 möglichen Punkten.

### Nationalmannschaft
James Wilson debütierte für Schottland im September 2022 in der U16-Nationalmannschaft gegen Dänemark. In seinem dritten Länderspiel in der U16 gelangen ihm zwei Tore bei einem 3:1-Sieg gegen Nordirland. In insgesamt sieben Einsätzen in dieser Altersklasse erzielte Wilson drei Tore und fungierte zweimal als Mannschaftskapitän. Im Jahr 2023 spielte Wilson viermal in der schottischen U17-Nationalmannschaft und traf zweimal, darunter bei seinem Debüt gegen die Schweiz (1:1). In allen Partien trat er als Kapitän der Mannschaft auf. Im Februar 2024 kam Wilson erstmals in der U19 zum Einsatz, als er gegen Lettland für Alfie Bavidge eingewechselt wurde.
Im März 2025 wurde der 18-jährige Wilson zum ersten Mal in den Kader der A-Nationalmannschaft für die Play-off-Spiele der Nations League gegen Griechenland berufen.